# Wybory prezydenckie w Finlandii w 2024 roku
Wybory prezydenckie w Finlandii w 2024 roku – wybory, których pierwsza tura odbyła się 28 stycznia 2024, a druga 11 lutego tego samego roku. Urzędujący prezydent Sauli Niinistö nie mógł ubiegać się o reelekcję, ponieważ urząd prezydenta Finlandii ograniczony jest do dwóch kadencji. Żaden z kandydatów nie uzyskał ponad połowy głosów w pierwszej turze, dlatego przeprowadzono drugą, którą wygrał Alexander Stubb z 51,6% poparcia.

## Kandydaci
Zgodnie z fińską konstytucją tylko rodowici Finowie mogli kandydować w wyborach prezydenckich. Każda partia reprezentowana w Eduskuncie mogła wystawić jednego kandydata. Niezależni i członkowie partii pozaparlamentarnych musieli zebrać przynajmniej 20 tysięcy podpisów od osób z prawem wyborczym. Głosować mógł każdy obywatel Finlandii, który ukończył 18 lat. Wszystkie partie obecne w parlamencie, z wyjątkiem Szwedzkiej Partii Ludowej, wystawiły lub poparły jednego z kandydatów. Zarejestrowano 9 kandydatów:
| Oficjalni kandydaci | Oficjalni kandydaci | Oficjalni kandydaci                           | Oficjalni kandydaci |
| Imię i nazwisko     | Imię i nazwisko     | Partia polityczna                             | Funkcje |
| ------------------- | ------------------- | --------------------------------------------- | --- |
|                     | Mika Aaltola        | kandydat niezależny                           | dyrektor Fińskiego Instytutu Spraw Międzynarodowych (od 2019) |
|                     | Li Andersson        | Sojusz Lewicy                                 | minister edukacji (2019–2020) i (2021–2023), przewodnicząca Sojuszu Lewicy (od 2016) |
|                     | Sari Essayah        | Chrześcijańscy Demokraci                      | minister rolnictwa i leśnictwa (od 2023), przewodnicząca Chrześcijańskich Demokratów (od 2015)                                                                                             |
|                     | Pekka Haavisto      | kandydat niezależny (poparcie Ligi Zielonych) | minister spraw zagranicznych (2019–2023), minister rozwoju (2013–2014), minister środowiska (1995–1999)                                                                                    |
|                     | Jussi Halla-aho     | Partia Finów                                  | Przewodniczący Eduskunty (od 2023), przewodniczący Partii Finów (2017–2021) |
|                     | Hjallis Harkimo     | Ruch Teraz                                    | przewodniczący Ruchu Teraz (od 2018), poseł (od 2015) |
|                     | Olli Rehn           | kandydat niezależny (poparcie Partii Centrum) | prezes Banku Finlandii (od 2018), minister ds. gospodarczych (2015–2016), europejski komisarz ds. gospodarczych i walutowych (2010–2014), europejski komisarz ds. rozszerzenia (2004–2009) |
|                     | Alexander Stubb     | Koalicja Narodowa                             | premier Finlandii (2014–2015), minister finansów (2015–2016), minister handlu zagranicznego i spraw europejskich (2011–2014), minister spraw zagranicznych (2008–2011)                     |
|                     | Jutta Urpilainen    | Socjaldemokratyczna Partia Finlandii          | europejska komisarz ds. partnerstwa międzynarodowego (od 2019), minister finansów (2011–2014), przewodnicząca Socjaldemokratycznej Partii Finlandii (2008–2014)                            |

## I tura

### Głosowanie
Według fińskiej ordynacji dniem wyborów jest czwarta niedziela stycznia, w szóstym roku kadencji urzędującego prezydenta – w 2024 był to 28 stycznia. Od 17 do 23 stycznia 2024 roku istniała możliwość przedwyborczego oddania głosu w dowolnej komisji. Głosowanie przedwyborcze za granicą trwało od 17 do 20 stycznia 2024 roku. Głos z wyprzedzeniem oddało 44,7% głosujących, a w dzień wyborów 30,3%. Wśród obywateli Finlandii mieszkających za granicą frekwencja wyniosła 16,1%. Żaden kandydat nie zdobył ponad połowy głosów, dlatego konieczne było zorganizowanie II tury.

Wyniki I tury wyborów z podziałem na okręgi wyborcze i gminy

### Wyniki
| Kandydat                 | Kandydat         | Partia polityczna                    | Głosy      | %     |
| ------------------------ | ---------------- | ------------------------------------ | ---------- | ----- |
|                          | Alexander Stubb  | Koalicja Narodowa                    | 882 388    | 27,2  |
|                          | Pekka Haavisto   | kandydat niezależny                  | 836 712    | 25,8  |
|                          | Jussi Halla-aho  | Partia Finów                         | 615 802    | 19,0  |
|                          | Olli Rehn        | kandydat niezależny                  | 496 759    | 15,3  |
|                          | Li Andersson     | Sojusz Lewicy                        | 158 579    | 4,9   |
|                          | Jutta Urpilainen | Socjaldemokratyczna Partia Finlandii | 140 867    | 4,3   |
|                          | Sari Essayah     | Chrześcijańscy Demokraci             | 47 847     | 1,5   |
|                          | Mika Aaltola     | kandydat niezależny                  | 47 467     | 1,5   |
|                          | Hjallis Harkimo  | Ruch Teraz                           | 17 030     | 0,5   |
| Głosy nieważne           | Głosy nieważne   | Głosy nieważne                       | 9 095      | 0,3   |
| Razem                    | Razem            | Razem                                | 3 252 546  | 100,0 |
| Frekwencja               | Frekwencja       | Frekwencja                           | Frekwencja | 71,5  |
| Źródło: Oikeusministeriö |                  |                                      |            |       |

## II tura

### Głosowanie
Zgodnie z ordynacją wyborczą II turę zorganizowano w drugą niedzielę po pierwszej turze, czyli 11 lutego 2024 roku. Od 31 stycznia do 6 lutego ponownie istniała możliwość przedwyborczego oddania głosu. Głosowanie przedwyborcze za granicą trwało od 31 stycznia do 3 lutego. Przed wyborami głos oddało 46,4% głosujących, a w dzień wyborów 24,3%. Za granicą frekwencja wyniosła 16,5%.

Wyniki II tury wyborów z podziałem na okręgi wyborcze i gminy

### Wyniki
| Kandydat                 | Kandydat        | Partia polityczna   | Głosy      | %     |
| ------------------------ | --------------- | ------------------- | ---------- | ----- |
|                          | Alexander Stubb | Koalicja Narodowa   | 1 575 211  | 51,6  |
|                          | Pekka Haavisto  | kandydat niezależny | 1 476 548  | 48,4  |
| Głosy nieważne           | Głosy nieważne  | Głosy nieważne      | 20 570     | 0,7   |
| Razem                    | Razem           | Razem               | 3 072 329  | 100,0 |
| Frekwencja               | Frekwencja      | Frekwencja          | Frekwencja | 67,6  |
| Źródło: Oikeusministeriö |                 |                     |            |       |